# Hieracium sabinopsis
Hieracium sabinopsis là một loài thực vật có hoa trong họ Cúc. Loài này được (Ganesch. & Zahn) Üksip mô tả khoa học đầu tiên năm 1960.